# 113388 Davidmartinez
113388 Davidmartinez è un asteroide della fascia principale. Scoperto nel 2002, presenta un'orbita caratterizzata da un semiasse maggiore pari a 3,1352329 UA e da un'eccentricità di 0,1737463, inclinata di 4,29544° rispetto all'eclittica.